# Liste der Monuments historiques in Catillon-Fumechon
Die Liste der Monuments historiques in Catillon-Fumechon führt die Monuments historiques in der französischen Gemeinde Catillon-Fumechon auf.

## Liste der Bauwerke
| Bezeichnung       | Beschreibung              | Standort | Kennzeichnung | Schutzstatus | Datum | Bild           |
| ----------------- | ------------------------- | -------- | ------------- | ------------ | ----- | -------------- |
| Kirche St-Nicolas | Erbaut im 13. Jahrhundert | (Lage)   | PA00114566    | Inscrit      | 1951  | weitere Bilder |

## Liste der Objekte
| Bezeichnung                  | Beschreibung                                            | Standort                        | Kennzeichnung | Schutzstatus | Datum | Bild |
| ---------------------------- | ------------------------------------------------------- | ------------------------------- | ------------- | ------------ | ----- | ---- |
| Skulptur Madonna mit Kind    | Kalkstein polychrom gefasst, 16. Jahrhundert            | in der Kirche St-Nicolas (Lage) | PM60004739    | Inscrit      | 2005  |      |
| Skulptur einer heiligen Frau | Stein, polychrom gefasst und vergoldet, 16. Jahrhundert | in der Kirche St-Nicolas (Lage) | PM60004738    | Inscrit      | 2005  |      |
| Skulptur des heiligen Lucien | Holz, polychrom gefasst                                 | in der Kirche St-Lucien         | PM60004737    | Inscrit      | 2005  |      |